# Tudi konje streljajo, mar ne?
Tudi konje streljajo, mar ne? (angleško They Shoot Horses, Don't They?) je ameriški neonoir dramski film iz leta 1969, ki ga je režiral Sydney Pollack, v glavnih vlogah pa nastopajo Jane Fonda, Michael Sarrazin, Susannah York, Red Buttons, Bruce Dern, Bonnie Bedelia in Gig Young. Scenarij sta napisala James Poe in Robert E. Thompson ter temelji na romanu They Shoot Horses, Don't They? Horacea McCoyja iz leta 1935. Film prikazuje neobičajno skupino likov, ki si želi osvojiti plesni maraton med veliko depresijo, ter oportunističnega MC-ja, ki jih pri tem spodbuja.
Film je bil premierno prikazan na Filmskem festivalu v Cannesu, v ameriških kinematografih pa 10. decembra 1969. Naletel je na dobre ocene kritikov in z 12,6 milijona USD prihodkov postal 16. najdonosnejši film leta. Kritiki so pohvalili režijo, scenarij, prikaz obdobja velike depresije in igro, posebej Fonde, za katero se je vloga izkazala za prelomno. Na 42. podelitvi je bil nominiran za oskarja v devetih kategorijah, osvojil pa je le nagrado za najboljšega stranskega igralca (Young). Nominiran je bil tudi za šest zlatih globusov, od katerih je bil nagrajen za najboljšega stranskega igralca (Young), ter pet nagrad BAFTA,  od katerih je bil nagrajen za najboljšo stransko igralko (York).

## Vloge
- Jane Fonda kot Gloria Beatty
- Michael Sarrazin kot Robert Syverton
- Susannah York kot Alice LeBlanc
- Gig Young kot Rocky
- Red Buttons kot Harry Kline
- Bonnie Bedelia kot Ruby
- Michael Conrad kot Rollo
- Bruce Dern kot James
- Al Lewis kot Turkey
- Robert Fields kot Joel Girard
- Severn Darden kot Cecil
- Allyn Ann McLerie kot Shirl
- Madge Kennedy kot ga. Laydon
- Jacquelyn Hyde kot Jackie
- Felice Orlandi kot Mario
- Arthur Metrano kot Max